# アオラル山
アオラル山（アオラルさん、Phnom Aural）は、カンボジアのコンポンスプー州アオラル郡にあり同国の最高峰である。標高1,813 m。（他の資料では1,771 mや1,667 mなどの記述もある。）山はカルダモン山脈の東部にある。山の生物多様性を保護するために、アオラル野生保護地区が設立された。